# Todo modo
Todo modo és un pel·lícula italiana dirigida per Elio Petri, estrenada el 1976. Ha estat doblada al català.

## Argument
Nombroses personalitats de la Democràcia Cristiana es troben en un seminari organitzat en el soterrani d'un hotel. Aquest ambient tancat es transformarà ràpidament en ajustos de comptes definitius.

## Repartiment
- Gian Maria Volontè: M.
- Marcello Mastroianni: Don Gaetano
- Mariangela Melato: Giacinta, dona di M.
- Ciccio Ingrassia: Voltrano
- Franco Citti: Autista di M.
- Tino Scotti: Il Cuoco
- Renato Salvatori: Dr. Scalambri
- Michel Piccoli: Ell